# Jílecký potok
Jílecký potok är ett vattendrag i Tjeckien. Det ligger i den södra delen av landet, 140 km söder om huvudstaden Prag.